# Marathon van Parijs 2011

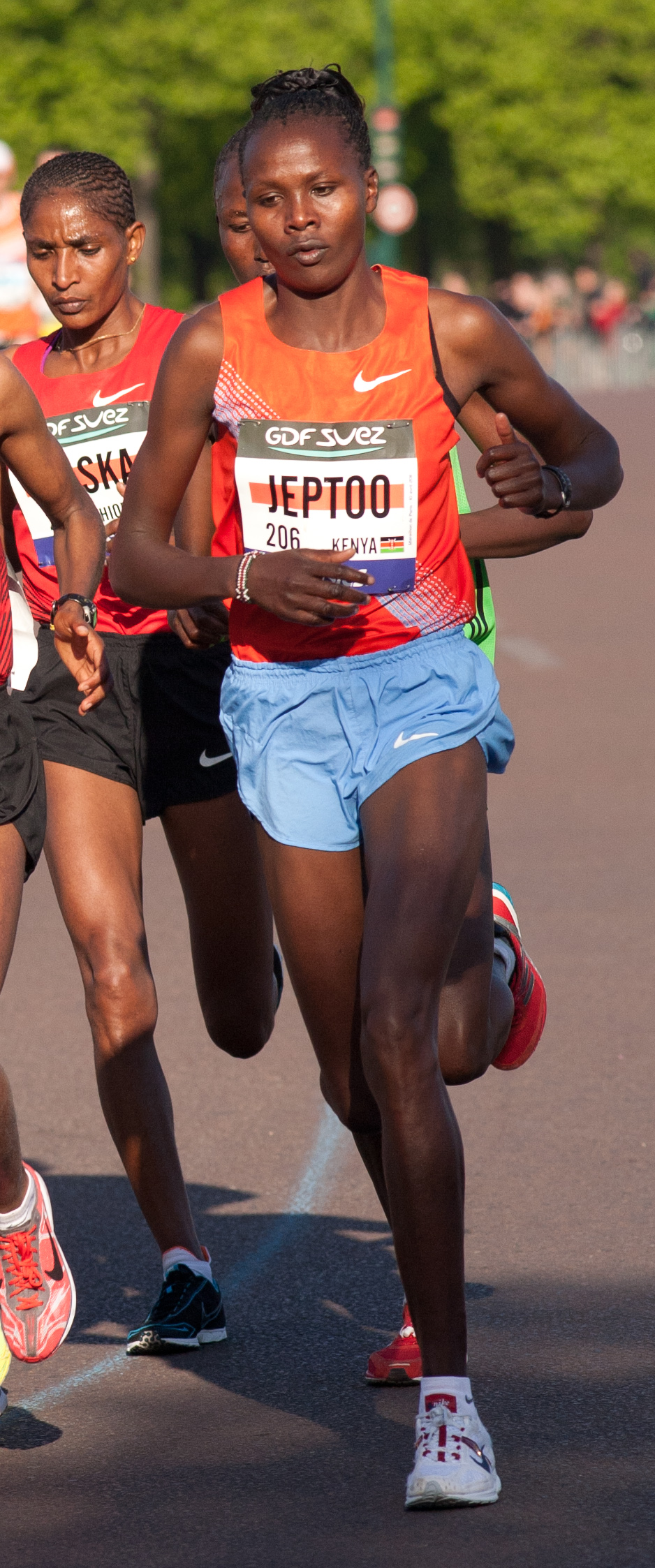
Priscah Jeptoo op weg haar overwinning

De marathon van Parijs 2011 werd gelopen op zondag 10 april 2011. 
De overwinning bij de mannen was weggelegd voor de Keniaan Benjamin Kiptoo. Hij won in 2:06.31. Bij de vrouwen ging de overwinning naar zijn landgenote Priscah Jeptoo, die de finish na 2:22.51 passeerde.

## Uitslagen

### Mannen
| rang   | naam                | land | tijd    |
| ------ | ------------------- | ---- | ------- |
| Goud   | Benjamin Kiptoo     | KEN  | 2:06.31 |
| Zilver | Bernard Kipyego     | KEN  | 2:07.14 |
| Brons  | Eshetu Wendimu      | ETH  | 2:07.32 |
| 4      | Alfred Kering       | KEN  | 2:07.40 |
| 5      | Assefa Girma        | ETH  | 2:07.40 |
| 6      | Stephen Chebogut    | KEN  | 2:08.00 |
| 7      | Henry Sugut         | KEN  | 2:08.21 |
| 8      | Bettona Sahle Warga | ETH  | 2:10.10 |
| 9      | Zembala Yigeze      | ETH  | 2:10.36 |
| 10     | Abdelatif Meftah    | FRA  | 2:10.52 |
| 11     | Jackson Kipkoech    | KEN  | 2:11.14 |
| 12     | Stephen Kibet       | KEN  | 2:12.01 |
| 13     | James Theuri        | FRA  | 2:12.02 |
| 14     | Terefe Yae          | ETH  | 2:12.06 |
| 15     | Georgi Andrejev     | RUS  | 2:12.13 |
| 16     | Simon Munyutu       | FRA  | 2:13.20 |
| 17     | Daniel Kosgei       | KEN  | 2:14.59 |
| 18     | Ruben Indongo       | JPN  | 2:17.38 |
| 19     | Kenzo Kabawata      | FRA  | 2:17.43 |
| 20     | Ruben Indongo       | ERI  | 2:19.43 |

### Vrouwen
| rang   | naam               | land | tijd    |
| ------ | ------------------ | ---- | ------- |
| Goud   | Priscah Jeptoo     | KEN  | 2:22.51 |
| Zilver | Agnes Kiprop       | KEN  | 2:24.40 |
| Brons  | Koren Yal          | ETH  | 2:26.55 |
| 4      | Eyerusalem Kuma    | ETH  | 2:27.00 |
| 5      | Margarita Plaksina | RUS  | 2:27.04 |
| 6      | Ashu Kasim         | ETH  | 2:28.08 |
| 7      | Meseret Legese     | ETH  | 2:29.05 |
| 8      | Melkam Gisaw       | ETH  | 2:29.12 |
| 9      | Marina Kovaleva    | RUS  | 2:31.09 |
| 10     | Alemnesh Eshetu    | ETH  | 2:39.02 |

1976 ·
1977 ·
1978 ·
1979 ·
1980 ·
1981 ·
1982 ·
1983 ·
1984 ·
1985 ·
1986 ·
1987 ·
1988 ·
1989 ·
1990 ·
1991 ·
1992 ·
1993 ·
1994 ·
1995 ·
1996 ·
1997 ·
1998 ·
1999 ·
2000 ·
2001 ·
2002 ·
2003 ·
2004 ·
2005 ·
2006 ·
2007 ·
2008 ·
2009 ·
2010 ·
2011 · 
2012 · 
2013 ·
2014 ·
2015 ·
2016 ·
2017